# SINGularity
『SINGularity』（シンギュラリティ）は、2019年3月6日にエピックレコードから発売された西川貴教名義1枚目のオリジナル・アルバム。

## 解説
2018年3月に発売されたファースト・シングルであるTVアニメ『Fate/EXTRA Last encore』オープニングテーマ「Bright Burning Shout」、Fear, and Loathing in Las Vegasとのコラボレーションが話題となったTVアニメ『学園BASARA』テーマソング「Be Affected」、澤野弘之との初作品『Thunderbolt Fantasy2 東離劍遊紀2』オープニングテーマとエンディングテーマ「His/Story」「Roll The Dice」、布袋寅泰が西川に初楽曲提供した映画『刀剣乱舞-継承-』の主題歌「UNBROKEN」などタイアップ曲を多く収録している。

### キャンペーン
リリースイベントとして、東京と大阪にて、本人がCDを手渡して販売した。

## パッケージ
販売形態は、ボーナス・トラックに「ever free」のカバーバージョンを収録した通常盤（ESCL-5202）と「UNBROKEN (feat. 布袋寅泰)」Music Videoなど収録したDVDが同梱された初回生産限定盤（ESCL-5200/1）の2形態。

## 収録曲

### CD
1. SINGularity [2:34]
  - 作曲・編曲：澤野弘之
2. Roll The Dice [3:43]
  - 作詞：藤林聖子　作曲・編曲：澤野弘之
3. Bright Burning Shout [4:50]
  - 作詞：田淵智也　作曲・編曲：神前暁（MONACA）
4. Hear Me [3:36]
  - 作詞・作曲・編曲：ゆよゆっぺ
5. REBRAIN In Your Head [3:50]
  - 作詞：藤林聖子　作曲・編曲：Albi Albertsson / Jonas Mengler
6. awakening [4:49]
  - 作詞：毛蟹（LIVE LAB.）　作曲：神前暁（MONACA）　編曲：帆足圭吾（MONACA）
7. Be Affected [3:11]
  - 作詞・作曲・編曲：Fear, and Loathing in Las Vegas
8. His/Story [3:53]
  - 作詞：藤林聖子・Benjamin・mpi　作曲・編曲：澤野弘之
9. Elegy of Prisoner [4:41]
  - 作詞：Endcape（エンドケイプ）　作曲・編曲：大島こうすけ
  - ストリングス アレンジ：大島こうすけ・池田大介
10. HERO [4:00]
  - 作詞：Benjamin・mpi・西川貴教　作曲・編曲：柴崎浩
11. UNBROKEN(feat.布袋寅泰) [4:35]
  - 作詞：岩里祐穂　作曲：布袋寅泰　編曲：岸利至
12. BIRI × BIRI -To SINGularity and Beyond- (Maozon Remix) [4:25]
  - 作詞：SHIROSE・西川貴教　作曲：Erik Lidbom・SHIROSE
  - リミックス：Maozon
  - 原曲はAAAのメンバー末吉秀太をゲストボーカルに迎えたが、本作では西川のみの歌唱（末吉が担当していたパートの歌唱部分はエフェクトが掛けられている）。
13. ever free [4:03]
  - 作詞・作曲：hide　編曲：大島こうすけ
  - 通常盤のみのボーナス・トラック

### DVD
1. UNBROKEN (feat.Tomoyasu Hotei) (Music Video)
2. Making of UNBROKEN (feat.Tomoyasu Hotei) Music Video
3. Be Affected (Exclusive Music Video from INAZUMA ROCK FES.2018)